# Borivka, Makariv
Borivka (în ucraineană Борівка) este localitatea de reședință a comunei Borivka din raionul Makariv, regiunea Kiev, Ucraina.

## Demografie
Componența lingvistică a localității Borivka
     Ucraineană (96,68%)
     Rusă (2,99%)
     Alte limbi (0,33%)
Conform recensământului din 2001, majoritatea populației localității Borivka era vorbitoare de ucraineană (96,68%), existând în minoritate și vorbitori de rusă (2,99%).